# Fran Harris
Fran Harris, née le 12 mars 1965 à Dallas, au Texas, est une ancienne joueuse américaine de basket-ball. Elle évolue aux postes d'arrière et d'ailier. Elle est aujourd'hui animatrice de l'émission « Home Rules » sur la chaîne américaine HGTV.

## Palmarès
- Championne du monde 1986
- Vainqueur des Jeux panaméricains de 1987
- Championne NCAA 1986
- Championne WNBA 1997